# William Yeh
William Yeh (...) è un montatore statunitense di cinema e televisione.

## Biografia
Ha cominciato a lavorare nell'industria cinematografica facendo «un po' di tutto, dal portare i caffè a fare da comparsa» sul set della versione mai distribuita de I fantastici quattro della New Horizons di Roger Corman, presso cui era stagista non retribuito. Ha cominciato a lavorare in cabina di montaggio come 2º assistente in Otto secondi di gloria (1994), impratichendosi del nascente montaggio video digitale col software Lightworks, che gli ha permesso di lavorare a Braveheart - Cuore impavido. È stato poi assistente di Geraldine Peroni al montaggio di Kansas City e di Steve Mirkovich a quello di So cosa hai fatto.
Tuttavia, il suo vero mentore è stato Tom Rolf, con cui ha condiviso il suo primo credit da montatore in Equilibrium (2002). Lamentando una progressiva scomparsa dei film a medio budget ad Hollywood in seguito alla grande recessione, Yeh si è poi spostato in televisione.

## Filmografia

### Cinema
- Equilibrium, regia di Kurt Wimmer (2002)
- Dominion: Prequel to the Exorcist, regia di Paul Schrader (2004) - montatore aggiuntivo
- Ultraviolet, regia di Kurt Wimmer (2006)
- Hell Ride, regia di Larry Bishop (2008)
- Shuttle - L'ultima corsa verso l'oscurità (Shuttle), regia di Edward Anderson (2008)
- Punisher - Zona di guerra (Punisher: War Zone), regia di Lexi Alexander (2008)
- Quarantena 2 (Quarantine 2: Terminal), regia di John Pogue (2011)
- Seconds Apart, regia di Antonio Negret (2011)
- Husk, regia di Brett Simmonds (2011)
- Transit, regia di Antonio Negret (2012)
- Philly Kid (The Philly Kid), regia di Jason Connery (2013)
- Geography Club, regia di Gary Entin (2013)
- After the Dark, regia di John Huddles (2013)
- Mercy, regia di Peter Cornwell (2014)
- Ride - Ricomincio da me (Ride), regia di Helen Hunt (2014)
- Hardcore! (Hardcore Henry), regia di Il'ja Najšuller (2015) - montatore aggiuntivo[1]
- Viral, regia di Henry Joost e Ariel Schulman (2016)
- Incarnate - Non potrai nasconderti (Incarnate), regia di Brad Peyton (2016) - montatore aggiuntivo
- Io sono nessuno (Nobody), regia di Il'ja Najšuller (2021)
- Lift, regia di F. Gary Gray (2024)

### Televisione
- Code Black – serie TV, 7 episodi (2015-2016)
- Shooter – serie TV, episodi 1x02-1x05-1x08 (2016-2017)
- The Punisher – serie TV, 10 episodi (2017-2019)
- Cloak & Dagger – serie TV, episodi 1x03-1x06-1x09 (2018)
- Emergence – serie TV, episodio 1x01 (2019)
- Dion – serie TV, episodio 1x07 (2019)
- Hai paura del buio? (Are You Afraid of the Dark?) – serie TV, episodi 1x02-1x03 (2019)
- Raised by Wolves - Una nuova umanità (Raised by Wolves) – serie TV, episodi 2x01-2x02 (2022)

### Altro
- Mortal Kombat: Legacy – webserie, 10 episodi (2013)